# إرجون كاستراتي
إرجون كاستراتي مواليد 30 ديسمبر 1994 في بريشتينا، صربيا والجبل الأسود، هو لاعب كرة سلة سلوفيني. بدأ مسيرته الاحترافية في سنة 2011. يحمل الرقم 5. لعب مع نادي أوليمبيا لكرة السلة ونادي كركا لكرة السلة في الدوري السلوفيني لكرة السلة.

## روابط خارجية
- إرجون كاستراتي على موقع الاتحاد الدولي لكرة السلة (الإنجليزية)
- إرجون كاستراتي على موقع كرة السلة الأوروبية.كوم (الإنجليزية)
- إرجون كاستراتي على موقع ريلجم (الإنجليزية)
- إرجون كاستراتي على موقع بروبوليرز (الإنجليزية)
- إرجون كاستراتي على موقع سبورتس رفرنس (الإنجليزية)